# Mikhaïl Nossyrev
Mikhaïl Iossifovitch Nossyrev (en russe : Михаил Иосифович Носырев) est un compositeur russe né le 28 mai 1924 à Léningrad et mort le 28 mars 1981 à Voronej.

## Biographie
En 1941, pendant la Seconde Guerre mondiale, il est inscrit en tant qu'étudiant de première année du conservatoire de Léningrad. Deux ans plus tard, il devient soliste d'orchestre au comité radiophonique de la même ville.
En 1943, Nossyrev a été arrêté par le NKVD avec sa mère et son beau-père et condamné à mort conformément à l'article 58 du code pénal de la RSFSR. L'évidence principale de la culpabilité du musicien de 19 ans reposait sur la découverte d'un journal intime lors de la perquisition de sa maison. Un mois plus tard, la condamnation à mort a été commuée en dix ans de goulag. Nossyrev a passé ces dix ans dans le camp de Vorkouta (en RSSA de Komi, à 2 500 kilomètres au nord-est de Moscou). Il a été ensuite exilé dans la ville de Syktyvkar (capitale de la RSSA de Komi, aussi dans le Nord) où il a travaillé comme chef d'orchestre du Théâtre d'État.
De 1958 jusqu'en 1981, Mikhaïl Nossyrev était directeur du théâtre d'opéra et de ballet de Voronej (550 kilomètres au sud de Moscou). En 1967, Nossyrev est devenu membre de l'Union des compositeurs soviétiques grâce aux recommandations de Dmitri Chostakovitch.
Mikhaïl Nossyrev a composé quatre symphonies,  trois concertos (pour violon, piano, violoncelle), quatre quatuors à cordes, les ballets L'Inoubliable, Les Cosaques du Don, Chant de l'amour triomphant (d'après le roman d'Ivan Tourgueniev ; le ballet a été au répertoire pendant vingt ans au théâtre d'opéra et de ballet de Voronej) ; environ cent pièces de musique de chambre.
En 1988, Mikhaïl Nossyrev a été complètement disculpé par la cour suprême de l'URSS, sept ans après sa mort.